# Pacifiiulus amurensis
Pacifiiulus amurensis är en mångfotingart som först beskrevs av Gerstfeld 1859.  Pacifiiulus amurensis ingår i släktet Pacifiiulus och familjen kejsardubbelfotingar. Inga underarter finns listade i Catalogue of Life.